# Episodi di Lebowitz vs. Lebowitz (prima stagione)
La prima stagione della serie televisiva Lebowitz vs. Lebowitz (Lebowitz contre Lebowitz), composta da 8 episodi, è stata trasmessa in prima visione assoluta in Belgio dal canale RTBF dal 25 febbraio al 14 aprile  2016, mentre in Francia è andata in onda su France 2 dal 2 marzo al 20 aprile 2016.
In Italia, la stagione è andata in onda dal 21 luglio all'11 agosto 2016 sul canale a pagamento Fox Crime.
| n° | Titolo originale               | Titolo italiano             | Prima TV Belgio  | Prima TV Italia |
| -- | ------------------------------ | --------------------------- | ---------------- | --------------- |
| 1  | Tout l'amour que j'ai pour toi | Tutto l'amore che ho per te | 25 febbraio 2016 | 21 luglio 2016  |
| 2  | L'Envie d'aimer                | Voglia di amare             | 3 marzo 2016     | 21 luglio 2016  |
| 3  | Elle est à moi                 | Lei è mia                   | 10 marzo 2016    | 28 luglio 2016  |
| 4  | L'Ombre d'un doute             | L'ombra del dubbio          | 17 marzo 2016    | 28 luglio 2016  |
| 5  | Présumé coupable               | Presunto colpevole          | 24 marzo 2016    | 4 agosto 2016   |
| 6  | Le Fils Préféré                | Il figlio preferito         | 31 marzo 2016    | 4 agosto 2016   |
| 7  | Défense concertée              | Difesa concertata           | 7 aprile 2016    | 11 agosto 2016  |
| 8  | Esprit de famille              | Spirito di famiglia         | 14 aprile 2016   | 11 agosto 2016  |